# Могилянский, Михаил Михайлович
 Михаил Михайлович Могилянский (22 ноября 1873, Чернигов — 22 марта 1942, Большая Мурта, Красноярский край) — русский и украинский литературный критик и публицист, литературовед, научный сотрудник ВУАН и руководитель Комиссии для составления биографического словаря.

## Биография
Родился в Чернигове, в семье Михаила Яковлевича Могилянского. Отец был юристом, мать — Мария Николаевна Могилянская (1811 или 1865—1918) была домохозяйкой.
В 1883—1892 — учился в Черниговской мужской гимназии. 1892 г. — студент юридического факультета Санкт-Петербургского Императорского университета (не окончил). В 1894 году после смерти отца, вся семья переезжает в Петербург.
До 1899 года участвует в марксистских кружках (ещё в период учёбы в гимназии), член Петербургского «Союза борьбы за освобождение рабочего класса», участие в организации помощи политическим узникам и ссыльным «Красный Крест».
В 1899 году арестован, отправлен на содержание под стражей в петербургской тюрьме «Кресты» сроком на 4 месяца, выслан на 3 года в г. Чернигов под надзор полиции.
В 1898 году женится на Ситенской Александре Алексеевне, учительнице (1873, г. Чернигов — 1932, г. Харьков). В браке родились четверо детей: Лидия (1899 г.р.), Дмитрий (1901 г.р.), Елена (1905 г.р.), Ирина (1911 г.р.).
В 1903 году получил разрешение и сдачу остатка государственных экзаменов, получение диплома юриста в Новороссийском университете в Одессе, начал адвокатскую деятельность. Как адвокат участвовал в «аграрных» процессах в Киеве, Виннице, Глухове, Чернигове, в политических процессах в Чернигове, Киеве, Петербурге. Был защитником в «погромных» процессах в Кишинёве.
В 1906—1909 работает редактором в издательстве М. В. Пирожкова в Петербурге.
1904—1913 — избирался гласным (то есть депутатом) Городненского уездного земского собрания.
1913 г. — избран на должность мирового судьи в г. Городня. Уволен с должности и вместе с Петербургскими адвокатами приговорён к тюремному заключению за участие в «деле Бейлиса». Исполнение приговора отменено во время Февральской революции 1917 г.
1907—1917 — пребывание в рядах Конституционно-демократической партии («Партия народной свободы»). С марта 1907 г. кооптирован в Центральный комитет. В марте 1917 года демонстративно вышел из партии из-за несогласия в «украинском вопросе».
1918—1923 — активная журналистская деятельность, руководство литературным комитетом Черниговского отдела народного просвещения, редакционная работа по изданию произведений Т. Шевченко, Г. Квитки-Основьяненко, Л. Глибова и др. украинских авторов.
В 1925 году выступал в Ист. фил. отделе с докладами о Драгоманове, Кулише и Шевченко, Коцюбинском, был активным рецензентом Новых изданий в журналах «Жизнь и Революция» и «Красный Путь», автором напечатанных в этом же году в «Жизнь и Революция» статей «К проблеме понимания художественного произведения» и голоса в дискуссии о методе в литературоведении «Литература как социальный факт и как социальный фактор», автором разведки «Процесс творчества в М. М. Коцюбинском» (ЗИФВ, 1926) и др. Участвовал в литературной дискуссии 1925—1928 гг.
Как литературовед выступал тоже под псевдонимом Петр П. Чубский и опубликовал статьи «Кулиш и Шевченко» (в сб. «Пантелеймон Кулиш», ВУАН, К,1927), «Выход П. А. Кулиша из русского подданства и поворот к русскому подданству» (ЗИФВ, XIII—XIV, 1927); «К вопросу об источниках II части „Fata morgana“ М. М. Коцюбинского» (ЗИФВ, XVIII, 1928), «Любовь в жизни Шевченко и Кулиша» (3ИФВ, XXI—XXII, 1929) и другие.
1923—1933 — период научной и литературной деятельности: возглавлял Комиссию Всеукраинской Академии наук (ВУАН) по составлению Биографического словаря украинских деятелей, выступал с рядом докладов на заседаниях историко-филологического отделения ВУАН, рецензировал новые издания, работал в различных литературных жанрах. В 1933 г. Комиссия ВУАН была ликвидирована, а возглавлявшему её М. М. Могилянскому запретили жить в г. Киеве.
1934—1942 — пребывание в семье младшей дочери Ирины в г. Днепропетровске. В августе 1941 г. — эвакуация в Сибирь.
22 марта 1942 г. — смерть после тяжёлой продолжительной болезни на руках дочерей Елены и Ирины в селе Большая Мурта Красноярского края.

## Семья
- Отец — Могилянский Михаил Яковлевич (1840—1894), окончил юридический факультет Университета Св. Владимира в Киеве и занимался юридической практикой. Занимал должность товарища председателя уголовной палаты Черниговского окружного суда.[17]
- Мать — Могилянская Мария Николаевна (1811 или 1865—1918) (в девичестве — Максимович), образованная, культурная женщина. Окончила Левашовский пансион в Киеве и, с отличием, классы Фундуклеевской гимназии.[18]
- Брат — Николай Михайлович Могилянский — этнограф, антрополог.[19]
- Брат — Петр Михайлович Могилянский, ст. (1873 -?).
- Брат — Борис Михайлович Могилянский (1875 -?).
- Сестра — Анна Михайловна Могилянская (1877-?)
- Брат — Петр Михайлович Могилянский мл. (1881 -?).
- Сестра — Мария Михайловна Могилянская (1886-?).
- Дочь — Лидия Михайловна Могилянская (1899—1937).[20]
- Сын — Дмитрий Михайлович Могилянский (Тась) (1901—1938).[21]
- Дочь — Елена Михайловна Могилянская (1905—1998).[22]
- Дочь — Ирина Михайловна Сафьян (Могилянская) (1911 — пропала без вести).

## Творчество
Романы «Честь» (1929 г.), «Всюду страсти роковые» (1939 г.), «Хильда» (1941 г.), книги «Три стихотворения в прозе» (1895 г.), «Поэзия Надсона» (1897 г.), «Критические наброски» (1898 г.), «Историческое освещение финляндского вопроса» (1910 г.), драмы «Мираж» (1902 г.), «Тина» (1904 г.), «Усталые» (1906 г.), рассказы, воспоминания «В девяностые годы» (1924 г.), литературоведческие и публицистические труды «Первая Государственная Дума» (1907 г.), «Художник слова. Памяти М. Коцюбинского» (1915 г.), «М. Коцюбинский» (1919 г.), «Шевченковская годовщина 1916 г.» (1916 г.), «О культурном творчестве (украинский вопрос)» (1912 г.), «К вопросу об украинском сепаратизме» (1913 г.), «И. Франко» (1919 г.), предисловия к изданиям собраний сочинений П. Кулиша, Марко Вовчок, Анны Барвинок, А. Стороженко и др., переводы на русский язык рассказов М. Коцюбинского, статьи по шевченковедению, несколько тысяч корреспонденций и сотни рецензий в прессе.

## Публикации
- «Речь», «Дума» (обе — С.-Пб.), «Десна» (г. Чернигов), «Волынь» (г. Житомир), «Киевское слово», «Киевские отклики», «Украинская жизнь» (г. Москва), Украинский вестник" (С.-Пб.), «Черниговская земская неделя», «Червоный шлях», «Життя и революция», «Нова громада» и многих других.[26]

- Михайло Могилянський. Листування з Наталією Полонською-Василенко. 1929—1941. Упорядкування і передмова Вікторія Сергієнко. Харків: Видавництво «Права людини», 2023. 496 с.